# Dasythemis mincki
Dasythemis mincki is een libellensoort uit de familie van de korenbouten (Libellulidae), onderorde echte libellen (Anisoptera).
De soort staat op de Rode Lijst van de IUCN als niet bedreigd, beoordelingsjaar 2007.
De wetenschappelijke naam Dasythemis mincki is voor het eerst geldig gepubliceerd in 1890 door Karsch.